# Comuna de Boguchwała
Boguchwała (polaco: Gmina Boguchwała) é uma gminy (comuna) na Polónia, na voivodia de Subcarpácia e no condado de Rzeszowski. A sede do condado é a cidade de Boguchwała.
De acordo com os censos de 2004, a comuna tem 20 795 habitantes, com uma densidade 216,2 hab/km².

## Área
Estende-se por uma área de 96,19 km², incluindo:
- área agricola: 81%
- área florestal: 11%

## Demografia
Dados de 30 de Junho 2004:
|                      | Total   | Total | Mulheres | Mulheres | Homens  | Homens |
| -------------------- | ------- | ----- | -------- | -------- | ------- | ------ |
|                      | pessoas | %     | pessoas  | %        | pessoas | %      |
| População            | 20 795  | 100   | 10 664   | 51,3     | 10 131  | 48,7   |
| Densidade (pop./km²) | 216,2   | 100   | 110,9    | 110,9    | 105,3   | 105,3  |

De acordo com dados de 2002, o rendimento médio per capita ascendia a 1150,61 zł.

## Subdivisões
- Boguchwała, Kielanówka, Lutoryż, Mogielnica, Niechobrz, Nosówka, Racławówka, Wola Zgłobieńska, Zarzecze e Zgłobień.

## Comunas vizinhas
- Czudec, Iwierzyce, Lubenia, Rzeszów, Świlcza, Tyczyn